# Jeanette Hain
Pour les articles homonymes, voir Hain.
Jeanette Hain, née à Munich (Allemagne de l'Ouest) le 18 février 1969, est une actrice de cinéma allemande.

## Biographie
Jeanette Hain étudie la réalisation à Munich, à l'Université de la télévision et du film, où elle est découverte en 1996 par Sherry Hormann qui l'engage comme actrice principale du téléfilm Liebe und Verhängnis. Dès lors, elle apparaît dans de nombreux autres rôles à la télévision, tant dans des téléfilms que dans des séries.
Elle interprète le rôle de Käthe Reichel, le dernier amour de Bertolt Brecht dans L'Adieu : Le Dernier Été de Brecht (2000) de Jan Schütte.
En 2005, elle joue dans les téléfilms Einmal so wie ich will et Der Adler – Die Spur des Verbrechens (de) du réalisateur danois du mouvement Dogme95 Søren Kragh-Jacobsen.

### Vie privée
Jeanette Hain a deux enfants.

## Filmographie partielle

### Au cinéma
- 2000 : L'Adieu : Le Dernier Été de Brecht de Jan Schütte : Käthe Reichel
- 2008 : The Reader de Stephen Daldry
- 2009 : Albert Schweitzer de Gavin Millar
- 2009 : La Comtesse (The Countess) de Julie Delpy
- 2009 : Victoria : Les Jeunes Années d'une reine de Jean-Marc Vallée : la baronne Lehzen
- 2010 : Poll de Chris Kraus
- 2010 : Transfer de Damir Lukacevic
- 2013 : Cours sans te retourner de Pepe Danquart
- 2014 : Honig im Kopf Sarah de Til Schweiger
- 2014 : Der Vampir auf der Couch de David Rühm : la comtesse Elsa von Közsnöm
- 2024 : Face à la mer : l'histoire de Trudy Ederle (Young Woman and the Sea) de Joachim Rønning

### À la télévision
- 2011 : Dreileben, dans Komm' mir nicht nach (Ne me suis pas), le deuxième téléfilm de cette trilogie, réalisé par Dominik Graf
- 2014 : Le Renard, épisode Er wird es wieder tun : Prof. Dr. Eva Löbner (série télévisée)
- 2017 : Der Bozen Krimi
- 2019 : Mirage de Louis Choquette
- 2021 : Faking Hitler, l'arnaque du siècle : Edda Göring